# Autogynophilie
Autogynophilie (auch Autogynäkophilie und fälschlich Autogynäphilie) (von griechisch: αὐτός autós bzw. auto- „selbst“, γυνή gynḗ bzw. gynaiko- „Frau“, φιλία philía „Liebe“: „die eigene Weiblichkeit lieben“) bezeichnet gemäß DSM-5 die „paraphile Neigung eines Mannes, sexuelle Erregung durch die Vorstellung von sich selbst als Frau zu erlangen“. Der Begriff ist Teil eines 1989 von Ray Blanchard vorgeschlagenen Erklärungsmodells für Transsexualität und Transvestitismus. Im Gegensatz zur Theorie der Geschlechtsidentitätsstörung sieht Blanchard Autogynophilie als eine von zwei möglichen Ursachen für das Verlangen nach geschlechtsangleichenden Maßnahmen. Im DSM-5 ist Autogynophilie als Subtyp der Diagnose „Transvestitische Störung“ klassifiziert. Die entsprechende Neigung einer Frau, sexuelle Erregung durch die Vorstellung von sich selbst als Mann zu erlangen, wird als Autoandrophilie bezeichnet.
In Blanchards Konzept stellt Autogynophilie eine Form von erotic target identity inversion dar, die er wiederum zu den erotic target location errors zählt.
Die Theorie von Blanchard wird kritisch diskutiert. Es erscheinen seit Jahren sowohl zustimmende als auch ablehnende Übersichtsarbeiten.

## Erklärungsmodell
Autogynophilie beschreibt gemäß DSM-5 das sexuelle Interesse und die sexuelle Reaktion einer Teilgruppe von Transfrauen. Die Mitglieder dieser Teilgruppe würden sexuell von dem Gedanken erregt, selbst einen weiblichen Körper zu haben. Das sexuelle Begehren der anderen, nicht vom Modell erfassten Teilgruppe sei in der Regel auf Männer ausgerichtet.
Blanchard konzentrierte seine Forschungen über Geschlechtsidentitätsstörungen auf sogenannte „autogynophile Transsexuelle“. Dabei bezeichnete er Transfrauen als „Männer mit einer Geschlechtsidentitätsstörung“.
Nach seiner Terminologie sind Transfrauen, die sexuell ausschließlich zu Männern hin orientiert sind, androphile bzw. homosexuelle Transsexuelle. Dies ist für die Vertreter dieser Theorie die einzig andere mögliche Ursache für den Wunsch nach einem Geschlechtswechsel. Gerade bei Personen, die eine geschlechtsangleichende Operation durchgemacht haben, steht die Theorie jedoch im Gegensatz zum allgemeinen Verständnis von Homosexualität, da Homosexualität fast immer auch mit der erotischen Anziehung zu entsprechenden „gleichen“ primären und sekundären Geschlechtsmerkmalen verstanden wird.
Transmänner betrachtete Blanchard nur am Rande. Er ordnete die meisten Betroffenen einem homosexuellen Typus zu, nahm also in der Regel eine auf Frauen bezogene sexuelle Orientierung an. Der nicht-homosexuelle Typus entwickle sich gemäß ihm über den Pfad eines Autohomoerotizismus. Dieser stelle eine Extremform der bei heterosexuellen Frauen verbreiteten Idealisierung und Fetischisierung schwuler Männer dar, bei der ebenfalls eine Erotic target identity inversion im Spiel sei.

### Subtypen
Blanchard identifizierte vier Subtypen von autogynophilen sexuellen Phantasien und stellte fest, dass das gleichzeitige Auftreten verschiedener dieser Typen bei Autogynophilie üblich ist.
- Transvestische Autogynophilie: sexuelle Erregung durch den Akt oder die Phantasie, typisch weibliche Kleidung zu tragen.
- Verhaltensautogynophilie: sexuelle Erregung durch den Akt oder die Phantasie, ein Verhalten auszuführen, welches als weiblich angesehen wird. Diese Verhaltensweisen können vom Stricken in Gegenwart anderer Frauen bis zu sexuellen Handlungen mit anderen Männern reichen. Zuletzt genanntes Verhalten stellt im Anbetracht der Autogynophilie jedoch keine echte Androphilie dar, da die Erregung nicht auf den männlichen Partner an sich gerichtet ist, sondern auf die Ausübung eines als typisch weiblich gesehenen Verhaltens.
- Physiologische Autogynophilie: sexuelle Erregung durch Phantasien über den Besitz von Körperfunktionen, welche nur Frauen besitzen wie Menstruation, die Möglichkeit zur Schwangerschaft sowie auch zum Stillen.
- Anatomische Autogynophilie: sexuelle Erregung durch die Phantasie, einen dem biologischen Norm entsprechenden Frauenkörper oder gewisse Teile davon selbst zu besitzen.[8][9]

## Kontroverse
Weil die von Blanchard untersuchten Korrelationen keine Kausalität belegen können, wird gelegentlich angeführt, dass Blanchard ein Symptom der Geschlechtsidentitätsstörung mit deren eigentlicher Ursache verwechselt habe. Zudem stellt das Fehlen von Kontrollgruppen in Blanchards Arbeiten die Frage nach den Unterschieden zwischen bisexuellen, lesbischen und asexuellen Trans- und Cisgender-Frauen. So sind einer späteren Studie von Charles Moser zufolge mehr als 95 % der geborenen Frauen nach Blanchards Definition autogynophil. Moser betonte jedoch, dass zumindest für einige Transfrauen Autogynophilie eine zutreffende Beschreibung sei, der viele selbst zustimmen.
Fürsprecher der Autogynophilie führen an, dass Transsexuelle gern Verhaltensweisen vortäuschten, die dem Modell widersprächen. Der seinerseits ebenfalls umstrittene J. Michael Bailey, ein bekannter Verfechter des Modells, zitierte beispielsweise Maxine Peterson dahingehend, dass „die meisten Geschlechtsidentitäts-Patienten lügen“ (Bailey, 2003, S. 172) und über die sexuellen Hintergründe ihrer Veranlagung hinwegtäuschten.
Manche Transfrauen akzeptieren Autogynophilie jedoch als angemessene Beschreibung ihres Empfindens, was u. a. folgende Erklärungsversuche motivierte:
- Vor dem heute verbreiteten Modell einer Geschlechtsinkongruenz war die ehemalige Diagnose Transsexualität und damit eine Behandlung faktisch ausgeschlossen, wenn (z. B. beim Cross-Dressing) sexuelle Befriedigung mit eine Rolle spielte. Das Modell der Autogynophilie gruppiert dagegen ganz pauschal Männer mit Geschlechtsinkongruenz und Fetischisten, die aufgrund einer „fehlerhaften Zuordnung des sexuellen Ziels“ (Freund, 1993) für die Diagnose der Transsexualität in Betracht kommen.
- In Blanchards Modell wird nicht zwischen Transsexualität und Transvestismus unterschieden. Das erlaubt es Betroffenen, von der Diagnose Transvestismus zur Transsexualität „aufzusteigen“ und damit eine Behandlung erlangen zu können.

Das gegenwärtige Modell der Geschlechtsinkonkgruenz lässt dagegen sexuelle Erregung beim Cross-Dressing zu. Darüber hinaus unterscheidet es weniger rigide zwischen Transsexualität und Transvestitismus als frühere Ansätze auf Grundlage der sog. Benjamin-Skala, sondern fasst alle Menschen mit Geschlechtsidentitätsstörung in eine Kategorie zusammen, wobei die GID individuell ausgeprägt sein kann (vergleiche auch Transgeschlechtlichkeit).
Dementsprechend machen Kritiker des Autogynophilie-Modells geltend, dass diejenigen, die dies als für sich zutreffend ansehen, ihre eigene Pathologisierung im Sinne einer Paraphilie betreiben und die erotische Komponente als die primär antreibende Kraft zur Transition ansähen. Es fehle jedoch jedes Anzeichen, dass eine Differentialdiagnose, die auf der sexuellen Vorgeschichte beruht, zu einer größeren Zufriedenheit der Patienten führt.
Vielfach wird in der wissenschaftlichen wie auch der populären Literatur berichtet, dass Menschen in sexuellen Phantasien dem anderen Geschlecht angehören wollen, obwohl sie nicht in allen Fällen transgeschlechtlich seien. Im Sinne einer psychosexuellen Pathologie werden diese Phantasien von einigen Sexualforschern als Paraphilien angesehen. In einer tschechischen Studie aus dem Jahr 2020 mit jeweils 5000 männlichen und weiblichen Teilnehmenden gaben 26,6 Prozent der Männer an, autogynophile Phantasien zu einem gewissen Grad als erregend zu empfinden, bei 2,2 Prozent der Befragten war diese Erregung sehr ausgeprägt. Im Hinblick auf autoandrophile Neigungen bei Frauen lagen die entsprechenden Werte bei 20,7 und 0,9 Prozent.